# استیو بیزاسن
استیو بیزاسن (فرانسوی: Steve Bizasène‎؛ زادهٔ ۲۴ آوریل ۱۹۷۰) بازیکن فوتبال اهل فرانسه است.

## تیم ملی
وی همچنین در تیم ملی فوتبال گوادلوپ بازی کرده‌است.